# Ondřej Kraus
Ondřej Kraus (* 29. října 1993, Praha) je český divadelní a filmový herec, člen souboru Divadla na Vinohradech. V roce 2017 absolvoval činoherní herectví na JAMU. Věnuje se parkurovému závodění.

## Divadelní role (výběr)

### Divadlo na Vinohradech

#### Velká scéna

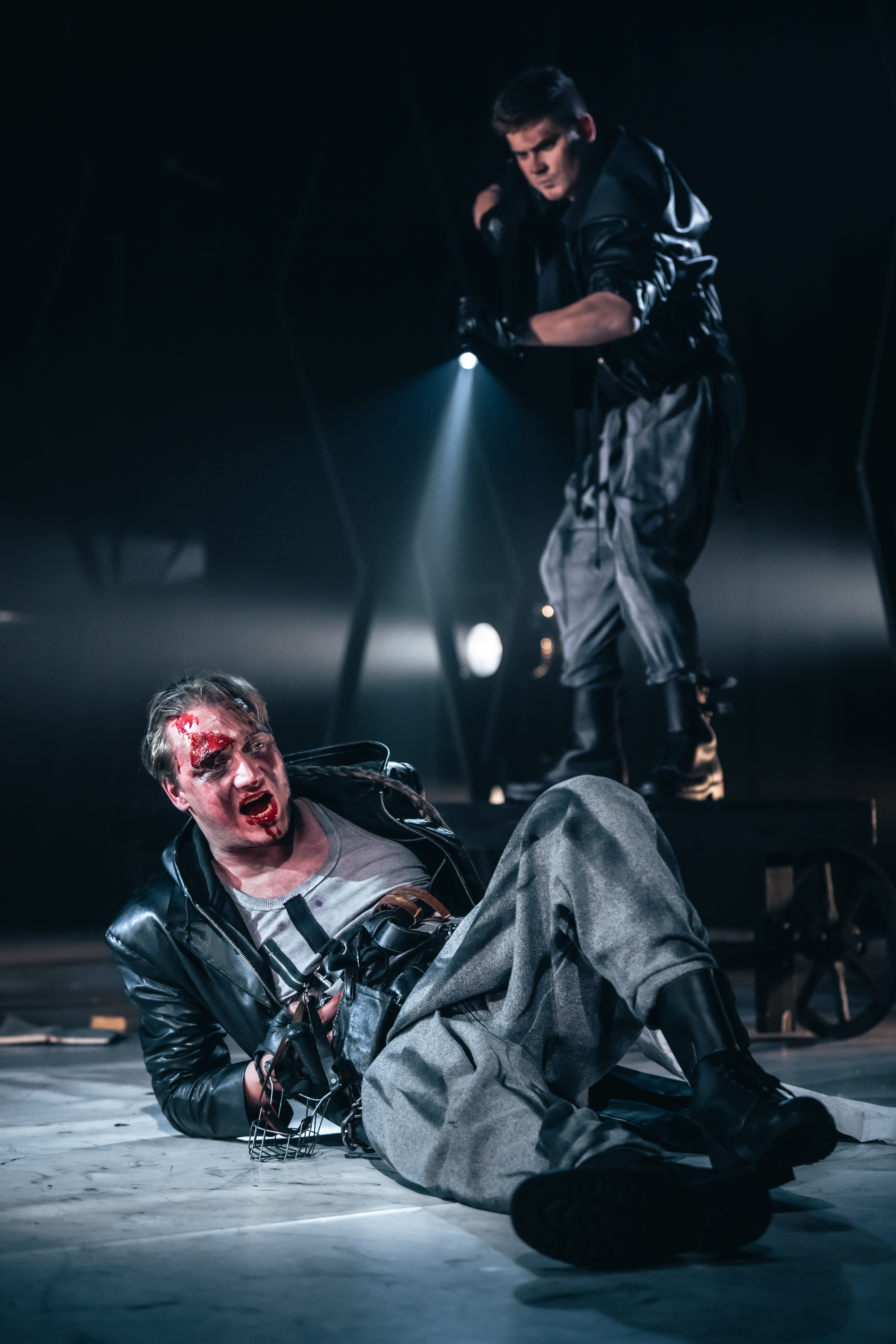
Ondřej Kraus v roli Florencia v inscenaci Vzpoura lásky (Fuente Ovejuna), Divadlo na Vinohradech, foto Petr Chodura (2023)

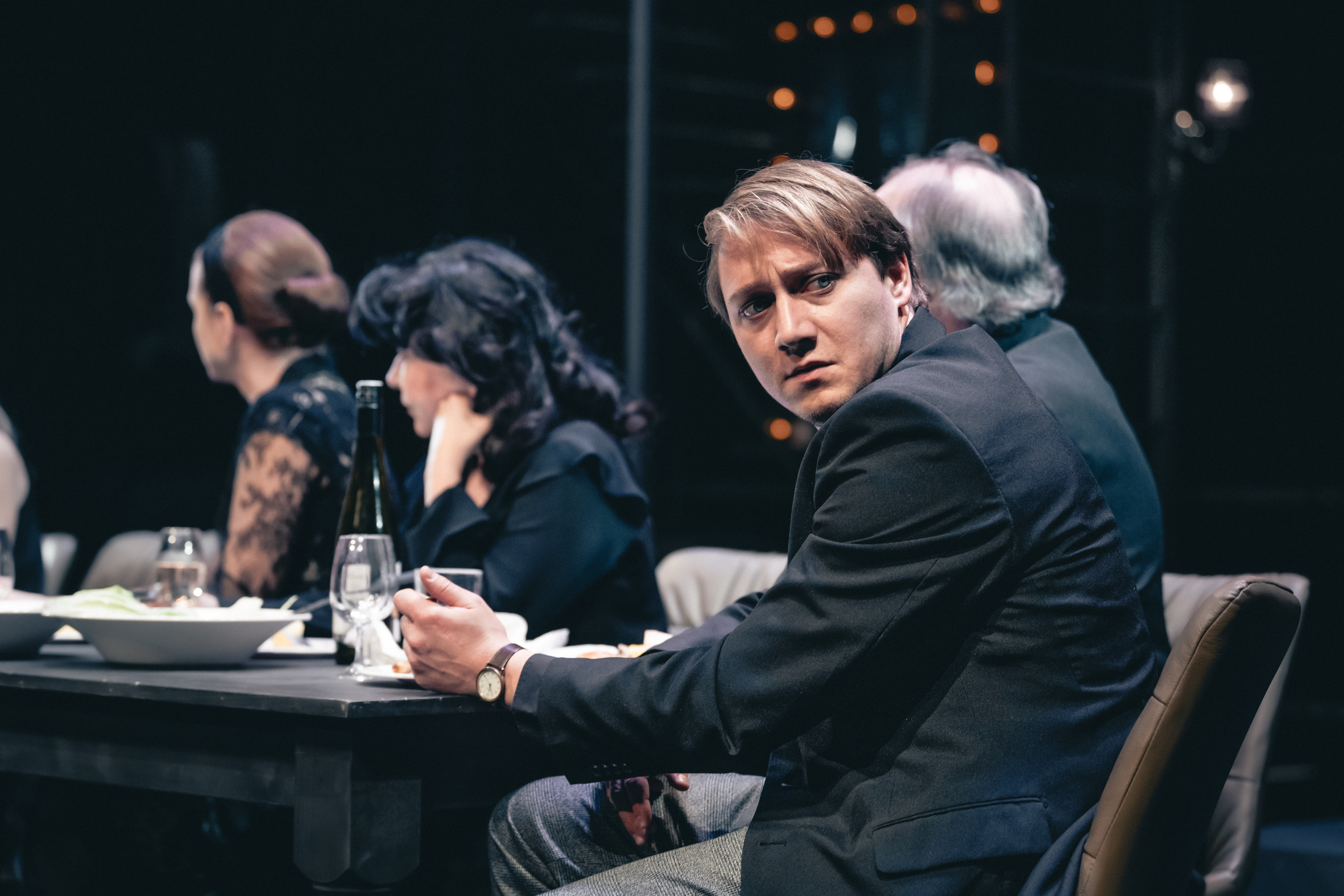
Ondřej Kraus v roli malého Charlese Aikena v inscenaci Srpen v zemi indiánů, Divadlo na Vinohradech, foto Petr Chodura (2024)

- 2018 William Shakespeare: Romeo a Julie, režie: Juraj Deák, premiéra: 12. prosince 2015, role: Mercuzio
- 2018 Josef Topol: Konec masopustu, režie: Martin Františák, premiéra: 19. října 2018, role: Pavlíček – Maškara s trubkou
- 2018 Nikolaj Vasiljevič Gogol: Revizor, režie: Juraj Deák, premiéra: 19. prosince 2018, role: Luka Lukič Chlopov
- 2019 Ingmar Bergman – Jan Vedral: Fanny a Alexandr, režie: Pavel Khek, česká premiéra: 8. března 2019, role: Pan Michael Bergman
- 2020 Viktor Dyk: Zmoudření Dona Quijota, režie: Martin Čičvák, premiéra: 7. února 2020, role: Milenec – Místokrál
- 2020 Milan Uhde – Miloš Štědroň: Balada pro banditu, režie: Juraj Deák, premiéra: 2. října 2020, role: Andrej
- 2021 Eugène Labiche: Slaměný klobouk, režie: Tomáš Töpfer, premiéra: 8. září 2021, role: Felix
- 2021 Guy de Maupassant – Vladimír Čepek: Miláček, režie: Šimon Dominik, premiéra: 3. prosince 2021, role: Georges Duroy
- 2022 Jiří Křižan – Martin Františák: Je třeba zabít Sekala, režie: Pavel Khek, premiéra: 8. dubna 2022, role: Mladý Oberva
- 2022 Agatha Christie: Past na myši, režie: Jan Burian, premiéra: 15. října 2022, role: Giles Ralston
- 2023 Jan Vedral podle Josefa Škvoreckého: Danny Smiřický (Příběhy inženýra lidských duší), režie: Radovan Lipus, světová premiéra: 27. ledna 2023, role: Přemek
- 2023 Lope de Vega: Vzpoura lásky (Fuente Ovejuna), režie: Pavel Khek, premiéra: 31. března 2023, role: Florencio
- 2023 Molière: Lakomec, režie: Pavel Khek, premiéra: 20. října 2023, role: Valér
- 2024 Tracy Letts: Srpen v zemi indiánů, režie: Petr Svojtka, premiéra: 22. března 2024, role: Malý Charles Aiken
- 2025 Francis Scott Fitzgerald – Simon Levy: Velký Gatsby, režie: Martin Čičvák, premiéra: 1. března 2025, role: Tom Buchanan

#### Studiová scéna
- 2018 Magdalena Frydrych Gregorová: Ulity, režie: Alžběta Burianová, premiéra: 16. května 2018, role: František neboli Frankenstein
- 2018 Viliam Klimáček: Hrobníkova dcera (Zjevení), režie: Šimon Dominik, česká premiéra: 6. prosince 2018, role: Laco, policajt
- 2019 Barbora Hančilová: Za dveřmi, režie: Barbora Mašková, česká premiéra: 31. května 2019, role: Slávek